# Jaramillo (Chubut)
Pour les articles homonymes, voir Jaramillo.
Jaramillo est une localité rurale argentine située dans le département de Languiñeo, dans la province de Chubut. Elle est située sur la rive droite du río Carrenleufú, près du lac Palena.

## Géographie
Jaramillo est situé aux coordonnées 43° 50′ 36″ S, 71° 14′ 29″ O, à 879 mètres d'altitude. Son climat est froid et humide, correspondant à la cordillère de Patagonie.